# Witchblade
Witchblade (in inglese lama stregata) è un personaggio dei fumetti creato da Marc Silvestri e Michael Turner, rispettivamente fondatore e disegnatore di punta della Top Cow, una divisione della Image Comics. La sua serie ha esordito negli Stati Uniti nel 1995.
A lungo considerato un fumetto T&A, Witchblade è stato curato da moltissimi disegnatori, dopo che Turner fu costretto a lasciare per motivi di salute. La sua sostituzione e l'avvicendarsi di molti autori, anche ai testi, ha provocato una forte flessione qualitativa con riflessi sulle vendite. Dal 2005, con l'arrivo dello sceneggiatore Ron Marz a partire dal n. 80, la serie riscuote nuovamente successo, grazie anche alle tavole di Michael Choi e di alcuni disegnatori come Chris Bachalo.

## Trama
Witchblade narra le avventure di Sara Pezzini, una detective della "Omicidi" di New York. Divenuta poliziotta in seguito alla morte in servizio del padre, anche lui nelle forze dell'ordine, Sara dedica tutta la sua vita alla lotta contro il crimine. Della madre non si sa nulla, tranne che è sparita nel nulla quando lei era ancora una bambina e che Sara e sua sorella minore Julie sono state allevate dalla zia materna Ruth e dall'ex collega del padre Joe Siry, il quale si scoprirà averlo ucciso. Durante le indagini sulla morte di un'amica d'infanzia, Pezzini riceve una soffiata su un ritrovo di malavitosi organizzato al teatro "Rialto" da Kenneth Irons, un misterioso miliardario ossessionato da Witchblade, la mitica lama stregata in cerca di una nuova "proprietaria".
Introdottasi all'interno del teatro con il collega Michael Yee, sostituito da Jake McCarthy che lo sarà a sua volta dal detective Patrick Gleason durante il suo stato di coma (entrambi si innamoreranno della loro partner) Sara viene scoperta e il suo collega ferito a morte. Nel tentativo di salvarlo, anche lei viene ferita mortalmente. È a quel punto che Witchblade "sceglie" Sara come sua nuova proprietaria, fornendole delle nuove e straordinarie capacità.
La vita di Sara, d'ora in poi, è legata a questa arma semi-senziente che, ad ogni generazione, sceglie una donna dallo spirito forte come padrona. Sara si ritrova dotata di un enorme potere che spesso fatica a padroneggiare e che è ambito da molti. Irons cercherà con ogni mezzo di impadronirsi del magico oggetto. Nella lotta per il possesso della lama, Irons si servirà anche del misterioso killer, da lui stesso addestrato fin dalla giovane età, Ian Nottingham, il quale però si innamorerà del suo bersaglio giurando a Sara eterno amore e fedeltà, ma nonostante questo lei lo respingerà ignorando la sua attrazione fisica per lui.
Nel corso delle storia si verrà a scoprire che Pezzini non è la prima donna a indossare Witchblade, ma anzi l'ultima di una lunga stirpe di guerriere che affonda le sue radici fin nella preistoria. Anche gli uomini possono indossare Witchblade, ma solo in casi straordinari. Dopo Irons l'unico detentore maschio sarà proprio Nottigham che ne entrerà in possesso in seguito agli eventi che hanno coinvolto Jackie Estacado, lo spietato killer mafioso detentore di Darkness. Ian rischierà la morte rimanendo così a lungo a contatto con la Lama, essa infatti prenderà il sopravvento, ma verrà fermata da Sara, la quale accetterà di riprenderla indietro, anche se una parte dell'arma, chiamata Excalibur, resterà con Nottingham per poi essere in seguito riassorbita.
Witchblade (che rappresenta il bilanciamento e le leggi universali) fa parte di una triade di artefatti magici, assieme ad altre due entità: Darkness (il potere del caos e delle tenebre) e l'Angelus (il potere dell'ordine e della luce). È un'entità fondamentalmente maschile che, appunto, sceglie una detentrice donna per controbilanciarsi nutrendosi delle sue emozioni.
Witchblade è composta da tre parti:
1. il Digitabulum
2. Excalibur
3. un'altra parte omonima all'arma.

Witchblade può emettere raffiche magiche, resuscitare le persone morte per una morte non naturale, far rivivere i traumi di una persona e viaggiare nel tempo. Le sole cose che possono resistere a Witchblade sono Darkness l'Angelus e la Lancia del destino.
Curiosamente l'oggetto, definito spada o lama, è in realtà un braccialetto, o come si nota nella serie Tales of the Witchblade, qualunque altro gioiello, che può assumere anche forma di spada o di qualsiasi altra lama.

## Personaggi
- Sara Pezzini è la prima detentrice della lama stregata, una poliziotta irruente che cerca sempre di arrestare i criminali e impedire che la gente soffra per causa loro. Viene a contatto con l'artefatto mistico quando tenta di salvare un suo partner da una esecuzione mafiosa. In seguito tenta di conciliare la sua vita come poliziotta e come detentrice di Witchblade, un'arma che deve garantire un equilibrio universale e a cui molti ambiscono. Ultimamente Sara è rimasta incinta di Jackie Estacado e ha ceduto Witchblade a Danielle Baptiste. Al momento del parto le forze della luce e delle tenebre si sono scontrate per ottenere la bambina mentre Sara, partorendo, è quasi morta, per essere resuscitata dalla lama stregata. Alla fine con metà della lama ha affrontato l'Angelus e i suoi guerrieri assieme a Danielle che ha metà di Witchblade. Detiene la parte di Witchblade legata alla tenebra.

- Danielle Baptiste: Succede a Sara Pezzini come detentrice di Witchblade, è una ragazzina che frequenta ancora il liceo e che deve fare i conti con i desideri di distruzione dell'arma. Ha aiutato Sara a far nascere la sua bambina e ha cercato d'impedire che la piccola venisse rapita dalle forze della luce e dell'oscurità. Dopo la divisione di Witchblade con Sara, Danielle era la detentrice della metà che rappresentava la Luce e, sconfitta da Sara al termine della Guerra delle Lame Stregate, è stata salvata dall'Angelus, da cui poi è stata scelta come nuova ospite.

- Patrick Gleason viene assegnato ad un caso in cui il detective Sara Pezzini, la detentrice di Witchblade, viene attaccata in circostanze misteriose. Durante la sua investigazione scoprirà il segreto di Sara e così deciderà di aiutarla a scoprire di più sul potente artefatto. Gleason fa parte delle forze di polizia da 17 anni, è nato e cresciuto a New York in una famiglia di poliziotti da 4 generazioni. Il fratello, Sean, muore durante l'attacco dell'11 settembre 2001 al World Trade Center. Patrick è single, e prova un forte interesse per Sara.

- Jake McCarthy: diventa il partner di Sara Pezzini alla omicidi fin dalla morte del suo primo partner, Michael Yee, accaduta nel luogo dove Witchblade la lega a sé. In un qualche modo Jake appare essere segretamente innamorato di Sara da molti anni, ed ha anche avuto una relazione con la sorella di Sara, Julie Pezzini, la quale ha la tendenza di finire nei guai. Notando che si stava comportando in modo strano Jake la segue e scopre che Julie è coinvolta in un traffico di droga, così lui decide di denunciarla facendola arrestare. Jake si dimostra molto protettivo nei confronti di Sara e non manca di dimostrarle il suo affetto. Spesso geloso dei vari uomini che le girano attorno Jake è stato attaccato da Witchblade più di una volta trovandosi spesso in mezzo al fuoco incrociato per il possesso della Lama. McCarthy finisce in coma in seguito ad uno scontro con alcuni demoni, ma non prima di aver dichiarato i propri sentimenti a Sara. Dopo essere stato posseduto si risveglia ma poi si suicida per non permettere all'entità che lo possedeva di uccidere Sara.

- Ian Nottingham: è un assassino alle dipendenze di Kenneth Irons. Ian ha antenati inglesi e nativi americani.

- Julie Pezzini: sorella minore di Sara, Julie al contrario di lei sembra avere una certa attitudine a violare le leggi e a mettersi nei guai. Sempre desiderosa di riscattarsi agli occhi della sorella, che la considera un'inetta combina guai, e di provare nuove emozioni accetta di aiutare Sara nell'indagine sulla morte dell'ex fidanzata di Jake. La sua aspirazione più grande è quella di entrare nel mondo dello spettacolo ed è pronta a tutto per realizzare il suo sogno. Educata fin dall'infanzia a cercare la gloria dalla madre Julie sembra non aver sofferto troppo per la morte del padre poliziotto, a cui Sara era invece molto più legata, contribuendo così a rendere ancora più spinosi i suoi rapporti con la sorella maggiore.

- Lara Croft: nobildonna inglese famosa per le sue scoperte archeologiche. Ha incontrato Sara durante le sue avventure, sebbene il suo animo ribelle sia in contrasto con quello responsabile di Sara. Lara si chiede sempre perché non è lei la custode invece di Sara. Dopo il primo incontro si sono sempre date una mano. Sara le ha fatto conoscere Jackie Estacado detentore di Darkness e in un'occasione ha combattuto assieme a lui e a Sara contro Dracula e i suoi scagnozzi. Lara ha scoperto che Witchblade, Darkness e Angelus sono dei poteri dati agli umani dagli alieni che ogni millennio tornano per verificare se gli umani sono stati degni dei loro doni. Da notare che la biografia fumettistica di Lara Croft non è in continuity con le vicende narrate nei vari videogiochi della serie Tomb Raider di cui è protagonista.

- Jackie Estacado non è cattivo, non è buono è semplicemente complicato. Sara e Jackie sono amici anche se hanno scelto strade diverse. Lui detentore di Darkness è sempre stato un mafioso mentre lei custode di Witchblade è una detective della polizia. Loro sono amici dopotutto, anche se Witchblade vede in Darkness un nemico. Lui e Sara si sono trovati molte volte a lottare assieme e contro, quando Ian Nottingham assunse i due poteri rubandoli ai due e quando Angelus dichiarò guerra.

- Angelus è una delle componenti della triade; come Darkness può soggiogare Witchblade. Lei vuole vedere le tenebre annientate e il potere assoluto. Per ottenere i suoi scopi deve eliminare Witchblade e Darkness.

### Triade
Witchblade fa parte di una triade di poteri universali assieme a Darkness e l'Angelus. Witchblade è il figlio della luce e dell'oscurità ed è nato come patto di non belligeranza tra le due forze. In questa triade la lama stregata rappresenta l'equilibrio e la forza dell'alba, visto che è un'unione di luce e tenebre. Essendo un maschio si nutre delle emozioni delle sue custodi.

### Detentrici/Detentori
- Danielle Baptiste
- Ian Nottingham
- Sara Pezzini
- Colin X (Il primo uomo detentore di Witchblade)
- Tasya Federova
- Josephine Valmont
- Elizabeth Brontë
- Marie Curie
- Florence Nightingale
- Enola
- Anne Bonny
- Roxanne Laroque
- Shiori-sama
- Isabella di Castiglia
- La regina Kijani

- Giovanna D'arco
- Maitea
- Annabella Altavista
- Itagaki
- Leung Lin Yao
- Settima Zenobia
- Cathain
- Samantha
- Boudica
- Cleopatra
- Principessa Rachele
- Artemisia
- Lysandra
- Myrine
- Una (la prima detentrice)

## Poteri e abilità
Le capacità di Witchblade comprendono una grande destrezza nel combattimento corpo a corpo, oltre a una serie di facoltà straordinarie fornite dalla Lama Stregata:
- forza, velocità e riflessi sovrumani;
- arsenale di armi bianche;
- emissione di energia;
- manipolazione degli elementi;
- fattore rigenerante;
- volo.

## Edizioni italiane

La copertina dell'ultimo numero di Witchblade Magazine.

Witchblade è stato pubblicato in Italia inizialmente dalla Editrice Star Comics, in appendice alla rivista Cyberforce.
Nel 1997, la Panini Comics ha acquisito i diritti e ha pubblicato il fumetto nella collana mensile Witchblade & Darkness. Nel gennaio del 2001, con l'uscita del numero 39, la rivista ha cambiato nome in Witchblade Magazine, ripartendo dal numero 1. La serie è stata chiusa con il numero 24 (ovvero con il numero 62 della rivista) nel dicembre 2002.
La Panini ha provveduto anche alla ristampa dei primi numeri pubblicati dalla Star Comics in 3 numeri di Witchblade Collection. Sono stati dedicati anche diversi numeri speciali a pubblicazioni che esulavano dalla serie regolare, come ad esempio la storia speciale con Spawn (in versione medievale) Medieval Spawn (Collana Cult Comics n. 5).
Nel novembre 2006 sempre Panini ha ricominciato a pubblicare la serie regolare in volumi brossurati nella collana 100% Cult Comics. Questa edizione è ripartita dal n. 80 originale, che ha segnato il rilancio della serie con nuovi autori (Ron Marz ai testi e Michael Choi ai disegni).

## Altri media

### Serie televisiva
A Witchblade, dopo un film pilota nell'agosto del 2000 di scarsa fortuna, è stata dedicata una serie televisiva omonima (Witchblade) prodotta dalla TNT, andata in onda dal 2001. Dopo un periodo di decadenza, il telefilm ha dato al fumetto un temporaneo ritorno di popolarità. La versione televisiva di Witchblade è stata interrotta dopo due stagioni. La serie è stata trasmessa integralmente in prima televisiva in chiaro in Italia da Italia Uno nell'estate del 2004, dopo l'anteprima sul canale satellitare Duel TV a febbraio-aprile 2004.

### Anime

La protagonista dell'anime Witchblade

Nel 2006, in Giappone, lo studio Gonzo ha prodotto una serie animata omonima (Witchblade) di 24 episodi per l'emittente nipponica TBS.